# Liudmila Radchenko
Liudmila Vladimirovna Radchenko (in russo Людмила Владимировна Радченко?, Ljudmila Vladimirovna Radčenko; Omsk, 11 novembre 1978) è una pittrice, attrice e modella russa.

## Biografia
Diplomata in design della moda (a Omsk, in Siberia nel 1999), nel 1997 è stata eletta Miss Fascino al concorso nazionale Miss Russia. Ha avuto esperienze televisive a Mosca e a San Pietroburgo. Dopo il suo arrivo in Italia, inizia la sua carriera italiana con una telepromozione durante la trasmissione televisiva Paperissima. In seguito, nel 2001, è ballerina a La sai l'ultima? e, l'anno seguente, a Passaparola, quiz condotto da Gerry Scotti, come "letterina". Nel 2003 conduce uno spazio di Spicy Tg su Antennatre. Continua nel frattempo a sfilare come modella, e nel 2004 è la protagonista del calendario della rivista Fox. Nel 2005 partecipa al reality show La talpa dove viene eliminata durante la semifinale.
Nell'estate del 2006, è protagonista di On the Road a Miami, programma in onda su Italia 1. L'anno successivo conduce Tuning and fanatics, trasmissione in onda su Sky. Partecipa inoltre al reality show Reality Game su Sky Vivo. Scelta da Fapim, azienda produttrice di serramenti, per il calendario 2008, ha posato per Luca Cattoretti, interpretando le pose erotiche più celebri della storia del cinema internazionale e lavora su All Music al programma di moda Modeland condotto da Jonathan Kashanian. Come attrice recita nel film TV Il viaggio (2005) e partecipa a due episodi della serie TV R.I.S. - Delitti imperfetti, oltre a partecipare in piccoli ruoli come comparsa in altre produzioni italiane. Nel 2008 prende parte al film A Light of Passion.
Nel 2007 riprende a dedicarsi alla pittura, passione che già nell'adolescenza aveva coltivato frequentando corsi d'arte. Dopo alcune mostre collettive e qualche personale, vi si dedica completamente. Da un viaggio di studio a New York nascono una serie di collezioni che saranno poi esposte in gallerie, eventi e mostre d'arte, in uno stile che si rifà alla pop art di Andy Warhol. Nel 2009 inaugura all'Astoria di Milano un'esposizione intitolata New York Underground e a dicembre ad Amsterdam Amsterdam temptation Nel 2010 realizza una mucca gigante per la “Cow Parade 2010”, e partecipa a un'installazione alla Triennale di Milano ed espone in una personale al Museo di Arte Contemporanea di Lucca.
Qualche mese dopo la sua esposizione al Teatro alla Scala viene selezionata al concorso di pittura Gemlucart di Monaco, dove ha inizio la sua collaborazione con l'Opera Gallery, una delle undici gallerie omonime presenti nel mondo. A dicembre 2010 nelle librerie di Feltrinelli esce il suo primo catalogo: "Power pop", edito da Skira. Nel febbraio del 2011, la provincia di Milano supporta una personale di Ludmilla presso la Casa delle Culture del Mondo. Nel maggio del 2011 una galleria di New York presenta Ludmilla al festival "Eating Art" e le sue opere vengono esposte alla galleria Crown Fine Art a SoHo. Dal 2011 è presente all'evento Milan Design Week. Ha un suo studio a Milano sulla pittura pop art.

## Vita privata
Il 19 luglio 2013 si è sposata con la "iena" Matteo Viviani, con cui ha una relazione dal 2008. La coppia ha due figli, Eva nata nel 2012, e Nikita nato il 25 maggio 2017. Il 29 marzo 2025, viene annunciata la loro separazione. 

## Televisione
- La sai l'ultima? (Canale 5, 2001)
- Passaparola (Canale 5, 2001-2002)
- Spicy Tg (Antennatre, 2003)
- La talpa (Italia 1, 2005)
- On the Road (Italia 1, 2006)
- Tuning and Fanatics (2007)
- Reality Game (2007)
- Modeland (2008)

## Filmografia
- Il viaggio, regia di Ettore Pasculli - Film TV (2005)
- La squadra, serie 6 episodio 4 (2005)
- R.I.S. 2 - Delitti imperfetti, regia di Alexis Sweet - serie TV, episodi 2x04 e 2x07 (2006)
- A Light of Passion, regia di Ulderico Acerbi (2006)
- Scaccomatto, regia di Carlo Fumo - Cortometraggio (2008)
- L'ispettore Coliandro - Serie TV, episodio: Sesso e segreti - regia di Manetti Bros. (2009)
- Un posto al sole d'estate, registi vari - Soap opera (2009)
- Backward, regia di Max Leonida (2010)
- Ganja Fiction regia di Mirko Virgili (2013)

## Agenzie
- Urban Management
- Gwen Management